# Nature One

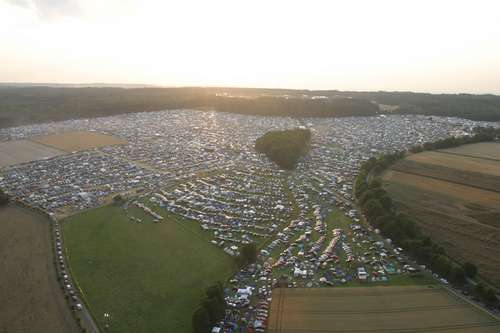
Meer dan 40.000 kampeerders bij Nature One 2004

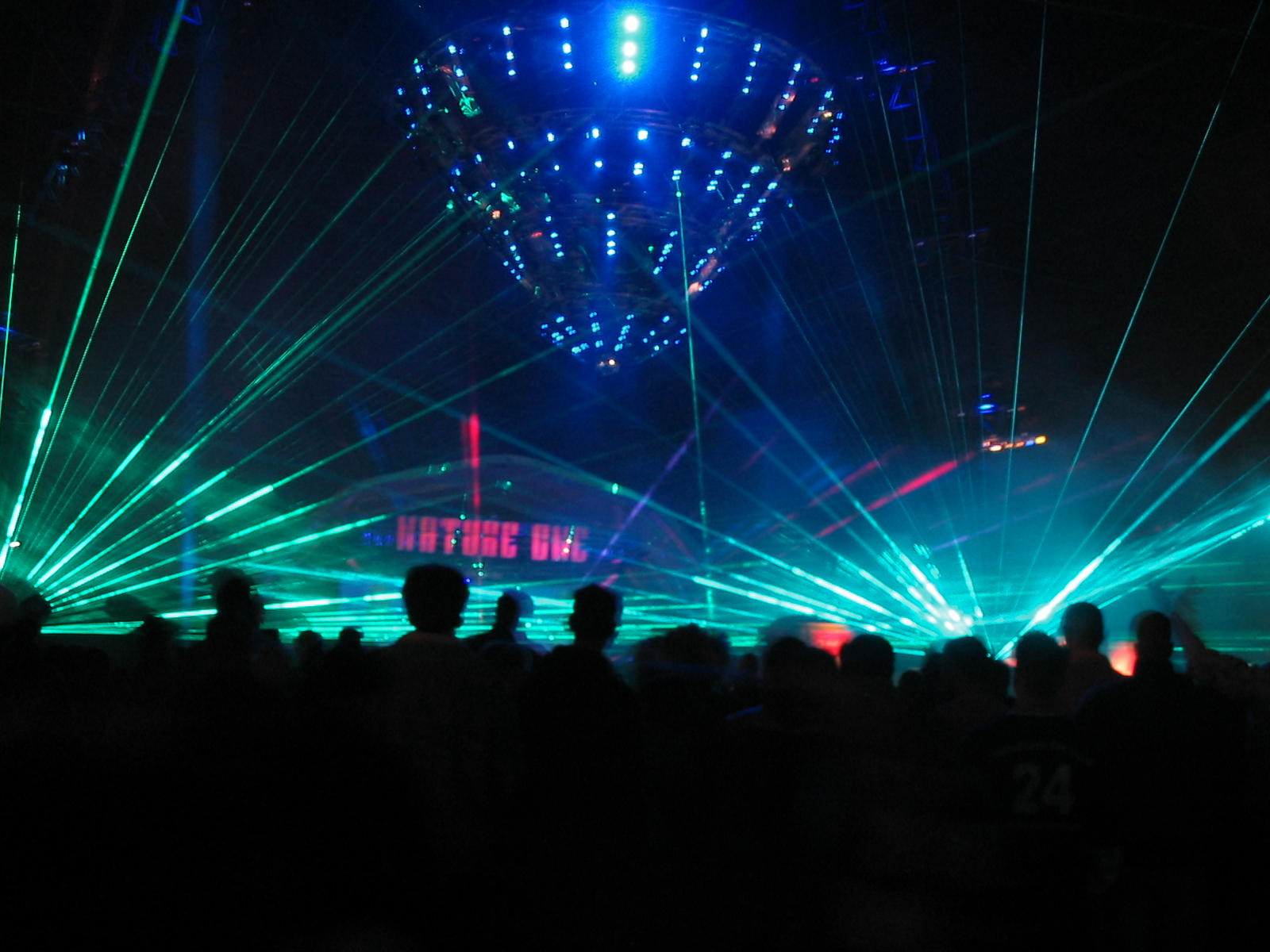
Nature One 2005

Nature One is een van Europa's grootste openluchtmuziekfestivals op het gebied van elektronische dansmuziek. Het festival vindt sinds 1995 tijdens het eerste weekend van augustus plaats op de voormalige Amerikaanse raketbasis Pydna nabij Kastellaun in de Hunsrück. Het festival wordt bezocht door danceliefhebbers uit heel Europa, met name uit Duitsland, Nederland, België en Frankrijk. De muziek die gedraaid wordt, varieert van house, trance tot techno en hardstyle. Bekende dj's als Armin van Buuren, Carl Cox, Ferry Corsten, Charly Lownoise en Mental Theo en Paul van Dyk traden er op.

## Motto's en bezoekersaantallen
- 1995: Techno goes Nature (13.000 bezoekers)
- 1996: Open Air 96 (15.000 bezoekers)
- 1997: The Festival (20.000 bezoekers)
- 1998: Festival 98 (25.000 bezoekers)
- 1999: Lost in Emotion (30.000 bezoekers)
- 2000: Sound of Love (36.000 bezoekers)
- 2001: Super Natural (40.000 bezoekers)
- 2002: Summer, Sound, System (45.000 bezoekers)
- 2003: Alive & Kickin' (50.000 bezoekers)
- 2004: The Golden Ten (52.000 bezoekers)
- 2005: Mission to Future (48.000 bezoekers)
- 2006: Live your Passion (45.000 bezoekers)
- 2007: Das dreizehnte Land (50.000 bezoekers)
- 2008: Wake Up In Yellow (58.000 bezoekers)
- 2009: Smile is the Answer (61.000 bezoekers)
- 2010: The Flag Keeps Flying (55.000 bezoekers)
- 2011: Go Wild - Freak Out (54.000 bezoekers)
- 2012: You.Are.Star. (56.000 bezoekers)
- 2013: A Time To Shine (64.000 bezoekers)
- 2014: The Golden 20 (72.000 bezoekers)